# Christian Tilitzki
Christian Tilitzki (* 25. Oktober 1957 in Schleswig) ist ein deutscher Rechtsanwalt und Historiker. Er befasst sich vor allem mit der Geschichte der Philosophie und der Wissenschaftsgeschichte.

## Leben
Tilitzki hat seine ca. 1500 Seiten umfassende Dissertation über die deutsche Universitätsphilosophie von 1918 bis 1945 bei Karlfried Gründer (Zweitgutachter war Ernst Nolte) an der FU Berlin 1999 vorgelegt und wurde damit promoviert. Sie war das Ergebnis von mehr als zwölf Jahren Archivforschung mit Berücksichtigung der akademischen Philosophie an dreiundzwanzig Universitäten sowie zehn Technischen Hochschulen des Deutschen Reiches, die weltanschaulich-politischen Positionen von fast 400 Philosophiedozenten wurden erfasst. Tilitzki beschreibt die Deutsche Philosophische Gesellschaft und ihre Publikationsorgane und zeigt die Schlüsselrolle Alfred Baeumlers in der NS-Wissenschaftspolitik auf. Er behandelt die Einzelheiten der Berufungen und die persönlichen Beziehungen sowie politischen Hintergründe. Doch stieß die Schrift auf den Vorwurf, den Bruch von 1933 zu unkritisch zu sehen und insbesondere den Antisemitismus in dieser Zeit zu unterschätzen.
Tilitzkis ebenfalls sehr umfangreiche Studie über die bisher im Zeitraum 1871 bis 1945 wenig erforschte Albertus-Universität Königsberg ist aus einem 2000 bis 2003 von der Fritz Thyssen Stiftung geförderten und vom Leipziger Kulturphilosophen Klaus Christian Köhnke betreuten Forschungsprojekt hervorgegangen.
Tilitzki erhielt 2014 den Gierschke-Dornburg-Preis der Landsmannschaft Ostpreußen.

## Schriften (Auswahl)
- (Hrsg.) Nicolai Hartmann – Heinz Heimsoeth, Briefwechsel 1921–1950. Duncker & Humblot, Berlin 2024, ISBN 978-3-428-18836-9.
- Die deutsche Universitätsphilosophie in der Weimarer Republik und im Dritten Reich, 2 Bde., Oldenbourg Akademieverlag, Reprint 2014 (zuerst Berlin 2002), ISBN 978-3-05-003647-2.
- (Hrsg.) Protokollbuch der Philosophischen Fakultät der Albertus-Universität zu Königsberg i. Pr. 1916–1944, Fibre, Osnabrück 2014, ISBN 978-3-944870-01-4.
- Die Albertus-Universität Königsberg – ihre Geschichte von der Reichsgründung bis zum Untergang der Provinz Ostpreußen (1871–1945), Bd. 1 (1871–1918), Akademie Verlag, Berlin 2012, ISBN 978-3-05-004312-8; Bd. 2 (1918–1945) bisher nicht erschienen. (Volltext in der Google-Buchsuche).
- (Hrsg.) Alltag in Ostpreußen 1940–1945 – die geheimen Lageberichte der Königsberger Justiz 1940–1945. Rautenberg, Leer 1991, ISBN 978-3-7921-0478-1. Neuauflage: Flechsig, Würzburg 2003, ISBN 978-3-88189-481-4.